# 原価計算
原価計算（げんかけいさん、cost accounting）は、製品やサービスの原価を計算すること、または、その方法である。

## 概説

### 原価計算の定義
狭義では、工業簿記のシステムに組み込まれており、複式簿記に基づき、製品原価を分類・測定・集計・分析して報告する手続きのことをいう。1962年に、大蔵省企業会計審議会より公表された「原価計算基準」はこの狭義の原価計算を規定したもので、日本での原価計算の実践規範になっている。
広義では、製品やサービスの原価を計算するための方法一般を指す。工業簿記に基づかない原価計算も、実務では広く適用されている。また、目的や製造方法により、利用される手法が異なる。今日の場合広義に捉えるのが一般的であり、その場合原価計算の意味は管理会計の意味とほぼ同義となる。つまり、経営管理者の経営管理に貢献するものすべてが、原価計算といえるのである。

### 原価計算の目的
原価計算を初めて学ぶ者は原価計算の目的は「製品の原価を計算することである」と誤解しがちである。確かに原価の計算もするが、それは原価計算の一目的に過ぎない。実際には以下のように多くの目的が存在し、目的が異なれば集計する対象も期間も集計方法も違う。
| 原価計算の目的 | 内部の経営管理者に役立つ目的 | 経営意思決定目的             | 戦略的・投資意思決定目的 |
| 原価計算の目的 | 内部の経営管理者に役立つ目的 | 経営意思決定目的             | 業務的意思決定目的       |
| 原価計算の目的 | 内部の経営管理者に役立つ目的 | 業績評価目的                 | 利益管理目的             |
| 原価計算の目的 | 内部の経営管理者に役立つ目的 | 業績評価目的                 | 原価管理目的             |
| 原価計算の目的 | 外部の利害関係者に役立つ目的 | 外部の利害関係者に役立つ目的 | 財務諸表作成目的         |

以上のように原価計算には5通りの目的があるが、目的が異なれば使用する原価計算の手法も異なる。
例えば財務諸表作成目的なら、製品ごとに原価を計算する必要がある。一方原価管理目的なら製品別に原価を計算しても全く意味がない。例えば工場の責任者がある製品の今月の原価が先月より100円高くなったと指摘しても、高くなった理由は製品ごとの原価計算ではどこの部門でコストがかさんだかわからない（仕入れの価格が上がったのか？　従業員の人員が上がったのか？　設備投資に費用がかさんだのか？）。この概念は重要であり欧米でもdifferent costs for different purposes（「異なる目的には異なる原価を」）と呼ばれている。
| 原価計算目的     | 単位             | 会計期間         | 適切な概念             | 会計技法         |
| ---------------- | ---------------- | ---------------- | ---------------------- | ---------------- |
| 財務諸表作成目的 | 製品             | 1年              | 製品原価と期間原価     | 実際総合原価計算 |
| 原価管理目的     | 原価責任センター | 毎日、毎週、毎月 | 管理可能費、管理不能費 | 標準原価計算     |

ただし必ずしも目的と手法が１対１の関係にあるわけではない。一つの手法が複数の目的に役立つこともあれば、一つの目的に複数の手法を用いられることもある。
建設業会計関連においては、原価計算の目的は、大きく二つに集約される。
①外部の利害関係者に会社の経営成績を開示すること(要素的原価把握)、②内部管理を効果的に実施すること(工事種類別原価把握)である。
要素別原価把握とは、材料費,労務費,経費,製造間接費の四要素に分類し、集計するものである。建設業者はこの分類で作成した完成工事原価報告書を各事業年度の終了時に、株主、税務署、投資家に開示する。
工事種類別原価把握とは、原価を工事種類ごとに分類し、集計するもので、建設業者は見積積算,予算統制,原価管理などに利用している。

## 原価計算の歴史
原価計算が登場する前は商的工業簿記と呼ばれる記入をしていた。これは所謂「丼勘定」と呼ばれ比較的小さな企業では決して不適切な技法ではなかった。しかし産業革命で近代的工業制度を取る大きな企業が増えるに伴い実際にかかった原価を測定するための技法として1870年頃のイギリスで標準原価計算が誕生したとされる。原価計算は産業革命の一産物と言える。
- 1800年代 - 標準原価計算的思考の発展
- 1908年頃 - ハリントン・エマーソン(en:Emerson Harrington）が標準原価計算の基礎を作り上げる。
- 1992年 - ロバート・S・キャプラン（en:Robert S. Kaplan）、デイビット・P・ノートン（David P. Norton）がバランスト・スコアカードを考案。

## 原価計算の基準

### 日本の原価計算基準
日本では商工省財務管理委員会が1934年に「財務諸表準則」、1937年に「製造原価計算規則」を発表し、これが原価計算制度の始まりとなった。戦後、大蔵省（当時）企業会計審議会により1949年に「企業会計原則」が公表され、その一環となる原価計算基準は1962年に公表された。
原価計算基準では原価計算の定義を「製造活動を財務会計機構から受け取ったデータについて給付と関わらせた一定の計算をおこなうことによって、貨幣価値的に表す技術である」としている。
原価計算基準一には原価計算の目的が記されているが、そもそも半世紀近くも前の時代背景を反映しているため現在の目的より限定的である。例えば2の価格計算目的は政府の許認可料金や物資の調達料金のことを指すものであり、現代における企業経営には一切関係のないことである。
1. 財務諸表作成目的
2. 価格計算目的
3. 原価管理目的
4. 予算管理目的
5. 経営意思決定目的

### 国際財務報告基準
国際会計基準審議会（IASB）は国際財務報告基準（IFRS）を設定している。
2002年9月、米国財務会計基準審議会（FASB）と国際会計基準審議会（IASB）は米国基準と国際基準の収斂を図るノーフォーク合意が取り交わされた。
2005年以降、EU諸国の上場企業の財務報告基準には国際財務報告基準（IFRS）が正式採用されている。
2007年8月、国際会計基準審議会（IASB）と企業会計基準委員会（ASBJ）との間で日本の会計基準と国際基準の収斂を図るための東京合意が取り交わされた。

## 原価計算の手続

### 原価計算の流れ
原価計算基準によれば製造原価は原則として実際発生額を費目別に分類し、次いで原価部門別に分類し、最後に製品別に集計する。
1. 費目別計算
一定期間における原価要素を費目別に分類測定する方法である。
2. 部門別計算
費目別計算で把握された原価要素を原価部門別に分類集計する。「製品は通常いくつかの作業場を通って完成される」という理由から一度部門に集計して、その後製品ごとに集計する。
3. 製品別計算
費目別計算、部門別計算をおこなったおかげでどの製品にどれだけお金を使ったという形に変換される。

販売費及び一般管理費は原則として実際発生額を費目別に計算する

### 採算性分析
費目別計算、部門別計算、製品別計算の3ステップの結果、売価と原価の比較や予定原価と実績原価の再分析などを行うことを採算性分析という。目標となる原価と実績原価の比較分析などを通して、工程や生産ラインの効率化など改善案の立案に役立てる。

## 原価

### 原価の定義
基準三ではさらに原価に関して4つの概念を記している。
1. 経済価値の消費
原価は有形、無形を問わず「経済的な価値」があるものを「消費」したときに発生する。従って消費しても経済価値のないもの（空気、海水）などは原価にならない。また経済的価値があっても「消費」をしなければやはり原価にはならない。
2. 給付との関連
原価は経営によって作り出される財貨に転嫁される価値である。
3. 経営目的との関連
原価は経営に関連した物である。従って企業の経営に全く関係のない物は原価に含まれない
4. 正常性
原価は正常な物でなければならず、異常な状態を原因とする価値の減少は原価に含まれない。なお「異常な状態」とは原因の異常と金額の異常がある。

原価負担の考え方には、「原価発生原因主義」と「負担能力主義」の2つがある。原価発生原因主義は、原価を発生させる原因となったものに集計し、負担させるという考え方である。負担能力主義は、原価回収という観点から収益性の高いものにより多くの原価を負担させるという考え方である。
原価発生原因主義が原価計算の大原則であり、通常の製品原価の計算に使われる思考である。しかし、連産品や連結原価の場合、ある原価がどの製品を製造するのに費消されたかを合理的に把握するのは不可能である。そこで、原価発生原因主義にかわるものとして、負担能力主義の思考が使われる。

### 原価の分類
以上原価の基礎について述べたが、原価には様々な種類があり、分類方法もいくつかある。

#### 形態別分類
原価を発生形態によって分類すれば、材料費、労務費、経費に分けられる。これは最も基礎的な分類方法である。
| 材料費 | 物品を消費することによって発生する原価   |
| 労務費 | 労働力を消費することによって発生する原価 |
| 経費   | 材料費、労務費以外の原価                 |

#### 製品との関連性においての分類
例えば机を作る工場の場合、木材の消費は材料費に当たる。この材料費は机という製品に直接かかる費用であるので直接費に分類される。対して工場に勤務する門衛の給料は労働力を消費するため労務費に当たるが、直接机という製品にかかる費用ではないので間接費と分類される。
| 製造直接費 | 素材費     | 鋼材 金型材 鋳物 非鉄金属 木材 |
| 製造直接費 | 購入部品費 | ビス ナット ベアリング スプリング 口金 木製品 |
| 製造直接費 | 直接労働費 | 鋳造工賃金 機械工賃金 熱処理工賃金 仕上工賃金 メッキ工賃金 塗装工賃金 組立工賃金 包装工賃金 |
| 製造直接費 | 直接経費   | 外注加工費 特許使用料 |
| 製造間接費 | 間接材料費 | 補助材料費（塗装剤、メッキ剤など） 工場消耗品費（ベルト、ロープ、軍手、作業服、サンドペーパー、グリス、電球など） 消耗工具器具備品費（耐用年数一年未満の工具、備品など。スパナ、ドリル、タップ、机、イス、消火器など） |
| 製造間接費 | 間接労務費 | 間接工賃金（修理工、運搬工、倉庫係、雑役など） 給料（事務員、管理職などの賃金） 賞与 退職給付引当金 福利厚生費 |
| 製造間接費 | 間接経費   | 減価償却費 賃借料 保険料 修繕費 光熱費 棚卸減耗費 その他雑費 |

### アメリカにおける原価
アメリカ会計学会では1955年度の「原価概念および基準」で以下のように原価を定義している
アメリカの基準では財貨を取得するために放出した価値（原材料を仕入れる際にかかる費用）も原価に含まれる。

## 原価計算の手法
原価計算#原価計算の目的で述べたとおり原価計算には経常的目的と臨時的目的がある。
原価計算の手法には以下のものがある。
| 目的                     | 例                                                     | 技法                                                               |
| ------------------------ | ------------------------------------------------------ | ------------------------------------------------------------------ |
| 原価計算誕生以前の手法   |                                                        | 商的工業簿記（不完全工業簿記）                                     |
| 価格決定・期間損益の計算 | 製品をいくらで売るか                                   | 見積原価計算                                                       |
| 原価の管理目的           | いくらまで値下げできるか                               | 実際原価計算 標準原価計算                                          |
| 利益管理目的             | 売れ行きのいい製品はどれか                             | 損益分岐分析 直接原価計算                                          |
| 業務意志決定             | 自製すべきか外部から購入すべきか。注文を受けるか断るか | 差額原価収益分析                                                   |
| 経営戦略                 | 競争に勝ち残るにはどうすればよいか                     | プロダクト・ポートフォリオ・マネジメント 原価企画 活動基準原価計算 |

他にも
- 個別原価計算
- 総合原価計算
- 工程別総合原価計算（累加法・非累加法の区別がある）
- 加工費工程別総合原価計算

や製品原価計算以外のもので広義の原価計算に含まれるものには以下がある。
- 活動基準管理 (ABM)
- 品質原価計算
- ライフサイクルコスティング
- 戦略的意思決定会計
- 業務的意思決定会計

また、パーソナルコンピュータを用いて、容易に原価計算をするSaaS型の仕組み等も近年では登場している。

## 検定試験
「原価計算」が試験科目にある検定試験
- 日商簿記検定1級（日本商工会議所）
- 全経簿記能力検定試験上級（全国経理教育協会）
- 全商簿記実務検定1級（全国商業高等学校協会）

## 関連文献
- 岡本清著『原価計算　六訂版』国元書房（2000/4）ISBN 4765810097
- 岡本清著『原価計算問題集』国元書房（2005/4）ISBN 4765810100